# San Andrés Huayapam
San Andrés Huayapam è un comune del Messico, situato nello stato di Oaxaca.